# Фредерик IV
Фредерик IV (на датски: Frederik), е крал на Дания и Норвегия от 1699 до смъртта си през 1730 г.

## Управление
По-голямата част от управлението на Фредерик IV преминава в противоборство с Швеция за контрола над проливите в Балтийско море. Той се надява да се анулират договорите от 1658 и от 1660 г. (от времето на Малката северна война), когато Дания загубва Сконеланд. Затова Фредерик IV решава да се присъедини към Северния съюз и предявява претенции за епископствата Бремен-Ферден и остров Рюген, но истинското му намерение е да си върне всичко загубено. Така Дания взима участие във Великата северна война срещу Карл XII. Младият шведски крал обаче се оказва добър пълководец и стратег и още в началото на датското включване във войната Дания е принудена да капитулира след едно изненадващо шведско настъпление. Фредерик IV подписва мирния договор от Травентал през 1700 г., според който по настояване на Карл XII трябва да напусне Северния съюз и да освободи от властта си Херцогство Холщайн. Девет години по-късно, когато Карл XII е победен при Полтава, Фредерик IV отново се включва във войната и с новия мирен договор от Фредериксбург (1720 г.) си осигурява някои териториални придобивки за сметка на Швеция.
Във вътрешен план едно от големите постижения на Фредерик IV е отмяната през 1702 г. на крепостничеството, под което попадали селяните от Шеланд. Но в 1733 г., след неговата смърт, тази реформа е отменена.
По време на управлението му две катастрофи застигат Дания – чумата през 1711 г. и големият пожар в столицата.

## Семейство
На 16 декември 1695 г. Фредерик IV се жени за Луиза фон Мекленбург-Гюстров, от която има 5 деца, едно от които е бъдещият крал Кристиан VI.
През 1721 г. той има втори брак с Анна София фон Ревентлов, херцогиня на Шлезвиг, която също му ражда три деца, всичките умират в детска възраст.